# Ceratobasidium pseudocornigerum
Ceratobasidium pseudocornigerum är en svampart som beskrevs av M.P. Christ. 1959. Ceratobasidium pseudocornigerum ingår i släktet Ceratobasidium och familjen Ceratobasidiaceae.  Arten är reproducerande i Sverige. Inga underarter finns listade i Catalogue of Life.